# 志賀潔
志賀 潔（しが きよし、1871年2月7日（明治3年12月18日） - 1957年（昭和32年）1月25日）は、日本の医学者・細菌学者。位階は正三位。赤痢菌の発見者として知られる。朝鮮総督府医院長・京城医学専門学校校長・京城帝国大学総長などを歴任。

## 人物
赤痢菌の発見とともに化学療法を研究し、明治時代の日本の近代化の中で世界に通用する科学研究の成果を成し遂げた先駆者と評される。赤痢菌の学名（属名）は志賀に因む Shigella であるが、これは主要な病原細菌の学名に日本人の名前が冠されている殆ど唯一の例となった。私生活では清貧を貫き、数々の名誉を得ながらも晩年は質素な暮らしに徹した。

### 生い立ち
1871年（明治3年）、仙台藩領・陸前国宮城郡仙台（現在の仙台市）に、仙台藩士の子として生まれた。姓は佐藤、幼名は直吉。1878年（明治11年）、 母親の実家である志賀家の養子となり、名も潔と改めた。志賀家は、仙台藩の藩医を務める家柄であった。 
学歴は、育才小学校（現在の仙台市立片平丁小学校）、 宮城中学（現在の宮城県仙台第一高等学校）、第一高等中学校を経て、1892年（明治25年）に帝国大学医科大学（現：東京大学医学部）に入学した。

### 医学研究
- 1896年（明治29年） - 大学を卒業し、大日本私立衛生会伝染病研究所に入所、北里柴三郎に師事。
- 1897年（明治30年） - 赤痢菌を発見し、「細菌学雑誌」に『赤痢病原研究報告第一』を日本語で発表。
- 1898年（明治31年） - 要約論文をドイツ語で発表。これにより、赤痢菌の属名は志賀に因んでShigellaとされた。
- 1899年（明治32年） - 内務省技師・伝染病研究所第一部長となる。
- 1901年（明治34年） - ドイツ・フランクフルトに留学しパウル・エールリヒに師事。ベンチジン系赤色色素の治療効果を明らかにし、トリパンロートと命名した。
- 1905年（明治38年） - 帰国、医学博士の学位を取得。脚気に対して追実験を行い、脚気細菌起源説を否定。
- 1912年（明治45年） - 再びドイツに渡り、パウル・エールリヒに師事する[2]。
- 1914年（大正3年） - 北里らと共に伝染病研究所退職。
- 1915年（大正4年） - 創設された北里研究所（現在の北里大学の母体）に入所。

### 朝鮮勤務

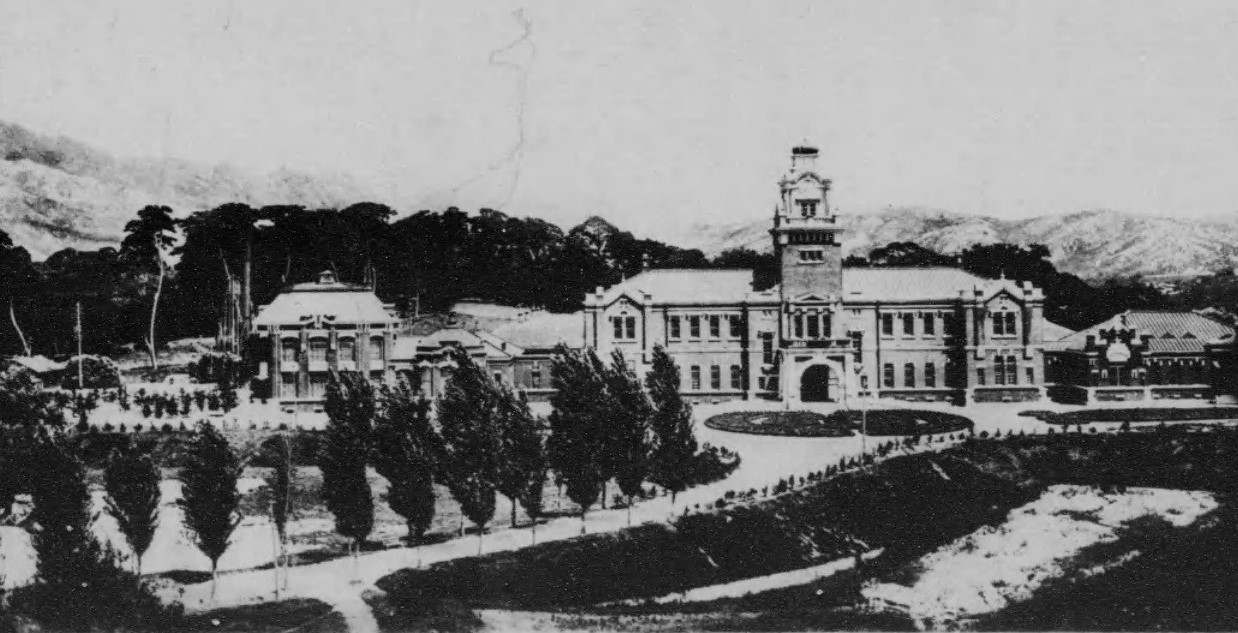
朝鮮総督府医院

1920年（大正9年）、慶應義塾大学医学部教授に就任したが、同年秋には朝鮮総督府医院長・京城医学専門学校長に転じた。1924年（大正13年）に国際赤痢血清委員会に出席のためヨーロッパに渡航した際に、アルベール・カルメット（Albert Calmette）からBCGワクチンの株（Tokyo 172）を直接分与されて日本に持ち帰った。1926年（大正15年）、新たに創立された京城帝国大学（現在のソウル大学校）の医学部長に就任、さらに1929年（昭和4年）には同大学総長となった。
大学総長就任後の1930年、開学記念講演の「らいの歴史とらい病の研究」が、らい学会、医学部の一部の教授たちから非難されたことが、任期を満たさずに辞任したことのきっかけとなった。この講演で、志賀は「らい患者には去勢を施せ、而して夫婦生活を許せ」「らい者救済の第一は去勢であって、らいの撲滅には最効果あり」という「平素の持論」を力説した。藤野豊は去勢と断種の取り違えが原因だろうとしている。

### 晩年

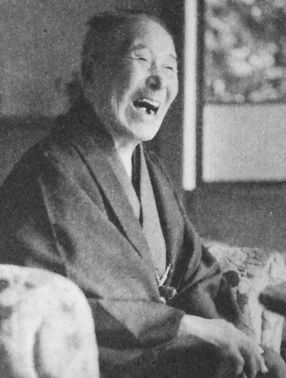
1953年

1931年（昭和6年）、内地に戻り、北里研究所顧問となった。
1945年（昭和20年）の東京大空襲で被災、家財を失い、仙台に疎開した。終戦後の1949年（昭和24年）からは、宮城県亘理郡坂元村磯浜の別荘（貴洋翠荘）に居住した。1957年（昭和32年）、同地で老衰により死去。仙台市により市葬が行われた。志賀の墓所は、同市青葉区北山の輪王寺にある。

## 親族
- 実父・佐藤信 - 仙台藩士[7]。伊達藩の下級藩士で副奉行つきの書記を務めていた[8]。
- 養父・志賀翼[7] - 母の実家である志賀家は代々続く岩手県花巻の医家で、先々代は藩医を務めた[8]。
- 妻・イチ（市子、1881-1944） - 山口県士族・井街清顯の四女[7]。1900年に結婚し、四男四女をもうける[9]。
- 長男・直（1901-1944） - 台北帝国大学医学部生化学教授、東京帝国大学医学部教授[10][11]。台湾より帰航中、長崎港外で遭難死亡[8]。妻の孝江は大阪医科大学教授・小沢修造の長女[12][11]。息子の志賀逸夫の妻・賢子は、孝江の弟・小沢将邦（東京銀行副頭取）の妻・寿美子（大野良蔵長女）の連れ子で、賢子の実父が菊亭公長の長男であったことから、逸夫・賢子の娘・直子は公長の妻・章子（中山公憲庶子）の養子となった。
- 長女・博子（1905年生） - 宮城県出身の弁護士岡得太郞[12]。長男の岳父に斎藤斉、次男の岳父に山下汽船社長・横田愛三郎、次女の舅に梶塚隆二、三女の舅に亀井茲建。
- 次男・亮（1907年生） - 医学博士、北海道帝国大学教授[11]。妻の徳子は画家平福百穂の二女[12]。
- 次女・知子（1909年生） - 実践女学校出身。理学士・加納荘介（東大理学部化学科卒、三菱鉱業研究所）の妻[12]。荘介は東宝や日本無線役員などを務めた加納与四郎の長男で、弟は札幌高等裁判所長官の加納駿平。駿平は東京高裁時代に帝銀事件、悪徳の栄え事件などの判事を務めた[13]。
- 三女・治子（1912年生） - 医師・詫摩武元（詫摩武人の弟）の妻[12]。
- 三男・章（1915-1945） - 医学士。戦病により早世[12]。
- 四男・信男（1917年生）
- 四女・祥子（1919年生） - 法学士横川敏雄の妻[12]。横川は宇都宮地方裁判所所長、札幌高等裁判所長官などを務めた。

## 会員資格、受賞など
1948年（昭和23年）より、日本学士院会員。また、イギリス王立熱帯病学会名誉会員、パスツール研究所賛助会員、ドイツ学士院自然科学会特別会員であり、ハーバード大学からは名誉博士号を授与されている。
1936年（昭和11年）には錦鶏間祗候に任ぜられた。1944年（昭和19年）には文化勲章を授与されるとともに仙台市名誉市民となった。没後正三位勲一等瑞宝章を追増された。

## 栄典
- 1910年（明治43年）12月26日 - 勲四等瑞宝章[15]
- 1940年（昭和15年）8月15日 - 紀元二千六百年祝典記念章[16]

## 著書
- 『或る細菌学者の回想』雪華社 (1966)